# Bacanius kurbatovi
Bacanius kurbatovi är en skalbaggsart som beskrevs av Yves Gomy och Alexey K. Tishechkin 1993. Bacanius kurbatovi ingår i släktet Bacanius och familjen stumpbaggar. Inga underarter finns listade i Catalogue of Life.